# 帶河路
帶河路是广州市荔湾区的一条道路，走向呈「C」字形，前後兩端均與康王中路相接。

## 概要
帶河路建成时全長575米，寬10米。原本连接龙津中路和长寿西路之间。

## 歷史
帶河路由於道路附近有一條叫「帶河涌」的河涌，因而得名。道路建設的時候，部分原來需要被清拆的房屋为權貴所有，只能繞開，導致最後建成的道路非常彎曲，在600米的長度以內就有9個轉彎位，更被市民稱為廣州市老城區裡面最彎曲的馬路。而帶河路建設時是由蘆排里、都堂街、龍翔里、帶河涌邊、晚景里、捷龍里、豬仔墟、興龍里、河溪涌邊街、成金里以及源勝西街共11個街巷連通整合而成的。

## 現況
1996年，康王路工程立項開始建設，作為荔灣區內一條南北向交通主幹道。在工程中帶河路95%的路段被擴寬，劃入為康王路的一部分。帶河路僅剩餘接近龍津中路約30米長的一段，路旁遗下的151~175号商铺和民房，被戏称“带河路遗迹”。在道路拆迁改造后，在长寿西路上的“带河路站”和龙津东路的“带河路口站”两个公交车站，直到2011年7月，因“地名失效”原因才被分别改为“长寿西康王路口站”和“龙津中路站”。

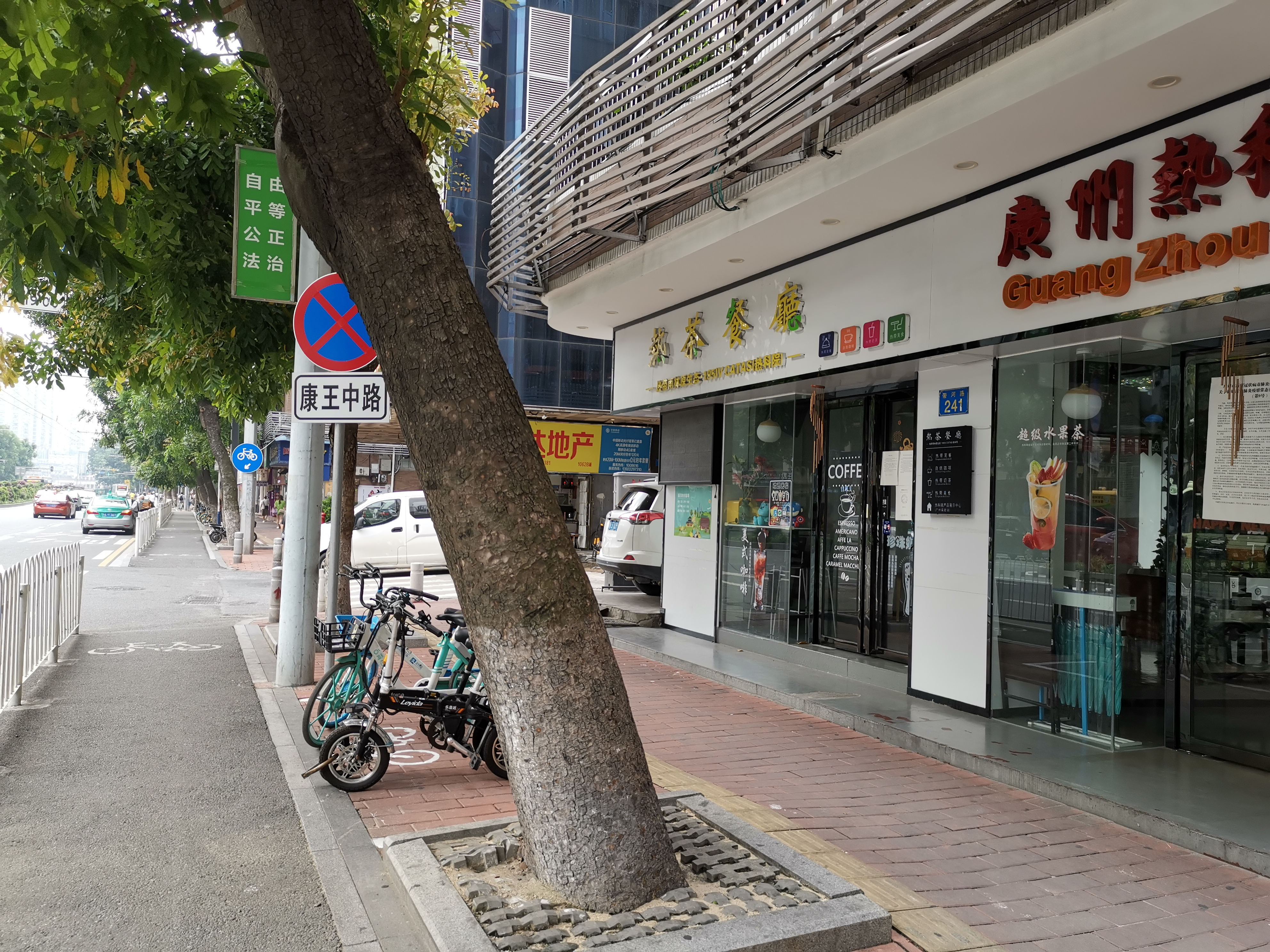
康王中路上仍存在挂有原“带河路”所属的房屋编号牌（直至2020年）

2013年2月初，有拆遷公告稱需拆除帶河路剩餘的13戶房屋，以配合道路擴寬工程。其後在上方建有住宅小區惠城花園，残余的帶河路則成為該小區内的一段道路。在2010年时的一篇报道中，部分在康王路上的建筑仍保留有原带河路所属的房屋编号牌。